# Niamh Charles
Niamh Louise Charles (Wirral; 21 de junio de 1999) es una futbolista inglesa. Juega como centrocampista en el Chelsea de la Women's Super League de Inglaterra. Es internacional con la selección de Inglaterra.

## Trayectoria

### Inicios
Charles creció en Wirral en Merseyside y comenzó su carrera juvenil en el West Kirby Wasps. Se destacó en el fútbol mixto hasta los 14 años, donde solía ser la única jugadora mujer en el campo.
Más tarde se probó en el Liverpool FC y fue contratada para unirse a las categorías inferiores. La centrocampista se decantó por las Reds sobre sus rivales Everton.

### Liverpool
Después de impresionar en las formativas, Charles debutó con el Liverpool en abril de 2016, en un empate ante el Sunderland. Gracias a su excelente temporada ese año en la liga y en la sub-17 de Inglaterra, fue nominada para el premio Women's Rising Star en los Premios Northwest Football.

### Chelsea
Tras el descenso del Liverpool al concluir la temporada 2019-20, Charles firmó con el Chelsea.
Niamh ganó el triplete de la FA WSL 2020-21, la FA Women's League Cup 2020-21 y la Women's FA Cup 2020-21 en su primera temporada en el Chelsea y también fue titular en la final de la Liga de Campeones 2020-21 que su equipo perdió ante el Barcelona.
En su segunda temporada Niamh se llevó el doblete de la FA WSL 2021-22 y Women's FA Cup 2021-22 y se consagró como presencia habitual en el once inicial.

## Selección nacional
Durante su trayectoria en las categorías menores del combinado inglés, Charles participó en el Campeonato Europeo Sub-17 de 2016 y en la Copa Mundial Sub-17 de 2016.
En la ronda de clasificación del Campeonato Europeo Sub-17 de 2015-16, fue la tercera máxima goleadora de Inglaterra con 6 goles. Mientras que en la fase final fue la segunda mayor goleadora con 4 tantos (junto a la alemana Vanessa Ziegler), ayudando a su país a alcanzar el tercer lugar y el boleto a la Copa Mundial Sub-17 de 2016.
Charles disputó los 4 partidos del Mundial Sub-17 de 2016 pero con una sequía de goles, y Japón se encargó de eliminar a las inglesas en los cuartos de final. El 27 de mayo de 2021 la centrocampista recibió su convocatoria como una de las cuatro jugadoras de reserva de la selección del Reino Unido de cara a los Juegos Olímpicos de 2020.

## Estadísticas

### Clubes
| Club      | País       | Año             |
| --------- | ---------- | --------------- |
| Liverpool | Inglaterra | 2016 - 2020     |
| Chelsea   | Inglaterra | 2020 - presente |

## Palmarés

### Títulos nacionales
| Título                | Club    | País       | Año     |
| --------------------- | ------- | ---------- | ------- |
| Women's Super League  | Chelsea | Inglaterra | 2020-21 |
| Women's FA Cup        | Chelsea | Inglaterra | 2020-21 |
| FA Women's League Cup | Chelsea | Inglaterra | 2020-21 |
| Women's Super League  | Chelsea | Inglaterra | 2021-22 |
| Women's FA Cup        | Chelsea | Inglaterra | 2021-22 |
| Women's Super League  | Chelsea | Inglaterra | 2022-23 |
| Women's FA Cup        | Chelsea | Inglaterra | 2022-23 |
| Women's Super League  | Chelsea | Inglaterra | 2023-24 |
| Women's Super League  | Chelsea | Inglaterra | 2024-25 |
| Women's FA Cup        | Chelsea | Inglaterra | 2024-25 |
| FA Women's League Cup | Chelsea | Inglaterra | 2024-25 |

### Títulos internacionales
| Título               | Equipo     | Sede       | Año  |
| -------------------- | ---------- | ---------- | ---- |
| Finalissima Femenina | Inglaterra | Inglaterra | 2023 |
| Eurocopa Femenina    | Inglaterra | Suiza      | 2025 |

### Distinciones individuales
| Distinción           | Año  |
| -------------------- | ---- |
| PFA Team of the Year | 2024 |